# AEG-Electrolux
AEG-Electrolux is een zogenaamde 'double branding' van het Duitse huishoudelijke apparatenmerk AEG.
Het Zwitserse moederbedrijf Electrolux heeft voor deze benaming gekozen om de huishoudelijke apparaten van AEG te onderscheiden van andere producten, zoals elektrisch gereedschap, DECT-telefoons en Home Entertainment die onder de naam AEG op de markt komen.
In 1994 kwam divisie huishoudelijke apparatuur van AEG, 'AEG Hausgeräte AG', in handen van het Zweedse Electrolux. De merknamen van andere producten van AEG kwamen in het bezit van een dochteronderneming van DaimlerChrysler, tot ze in 2004 ook aan Electrolux werden verkocht. Dat geeft sindsdien de licenties uit voor het gebruik ervan. Vanaf 2005 verkocht Electrolux zijn apparaten onder de naam 'AEG-Electrolux'. Dit werd in 2011 gewijzigd in AEG met het vierkante Electrolux-logo voor de letters AEG. In 2016 kwam dit logo te vervallen.
De huishoudelijke apparaten van AEG-Electrolux worden in de Duitse stad Neurenberg ontworpen en ontwikkeld door de R&D afdeling van AEG Hausgeräte GmbH.